# 中国工农红军第四军 (红一方面军)
中国工农红军第四军，通称红四军，是中国共产党在南昌起义后建立的部队，是中国工农红军的第一支军一级的武装力量。因其领导人为朱德与毛泽东，史称朱毛红军。

## 历史
1928年3月，中共湘南特委代表强行取消中共湖南省委前敌委员会（1927年9月秋收起义前成立，毛泽东为前委书记）。
1928年4月24日，朱德率领南昌起义残军和湖南湘南暴動的农民武装，在宁冈与毛泽东领导的秋收起义部队会师，史称井冈山会师。由于在北伐战争中，国民革命军第四军英勇奋战，人称“铁军”，而第四军下辖的叶挺独立团主力参加南昌起义后加入该军，因此该军命名为“第四军”，意为“铁军精神的继承者”。4月25日，第四军第一次党代表大会选举产生了中共第四军军事委员会，毛泽东当选为军委书记。5月4日，两支部队组成工农革命军第四军（6月改称工农红军第四军，下统称“红四军”），下辖6个团和一个特务营，朱德任军长、毛泽东任党代表、陈毅任政治部主任，全军共6000余人。经中共江西省委同意，5月20日，在宁冈县茅坪召开湘赣边界党的第一次代表大会，成立了中共湘赣边界特委，毛泽东任特委书记，统一领导第四军军委和边界各县党的地方组织，第四军军委书记改由陈毅接任。
1928年6月中旬，国民革命军对井冈山根据地发动第四次“进剿”。6月23日，红四军取得龙源口大捷，打败赣军进剿，井冈山根据地进入全盛时期。
1928年6月26日中共湖南省委分别写信给湘赣边界特委和红四军军委，指示毛泽东随红四军“立即向湘南发展”，派杨开明接任湘赣边界特委书记；成立中共红四军前敌委员会，前委书记由毛泽东同志担任；派杜修经为湖南省委巡视员，帮助前委工作。7月4日，毛泽东根据前委、边界特委、红四军军委联席会议委托给湖南省委写信，建议省委收回成命。 7月12日朱德、陈毅率红四军第28、29团攻占酃县，7月15日召开红四军军委扩大会议，会议决定按照湖南省委指示取消红四军军委，改组中共红四军前敌委员会，改选陈毅为书记。7月24日，朱德、陈毅率部进攻郴州，先胜后败，宜章农军组成的红29团溃散。史称“八月失败”。8月23日，毛泽东率领第31团同朱德、陈毅率领的第28团在桂东县城会合并召开营以上干部参加的红四军前委扩大会议，决定红四军主力重回井冈山，取消红四军前敌委员会，组织行动委员会指挥军队行动，以毛泽东为行委书记。9月26日，毛、朱、陈率红四军返回井冈山，收复了边界大部分失地，粉碎了敌军“会剿”。
1928年11月初，红四军收到中共中央“六月来信”。11月6日，在茨坪召开中共湘赣边界特委扩大会议，根据中央“六月来信”指示，成立了中共中央红四军前敌委员会，由毛泽东、朱德、谭震林、宋乔生和毛科文担任委员，毛泽东为前委书记，陈毅任前委秘书长。前委统辖边界特委和红四军军委。1928年11月13日至15日，红四军党的第六次代表大会在宁冈新城召开，会议通过的《红四军党务决议案》，“选举了二十三人的军委，朱德为书记(照中央指定)，对内是军中党的最高机关，隶属前委。对外是边界苏维埃军事委员会，指挥红军及地方武装”。

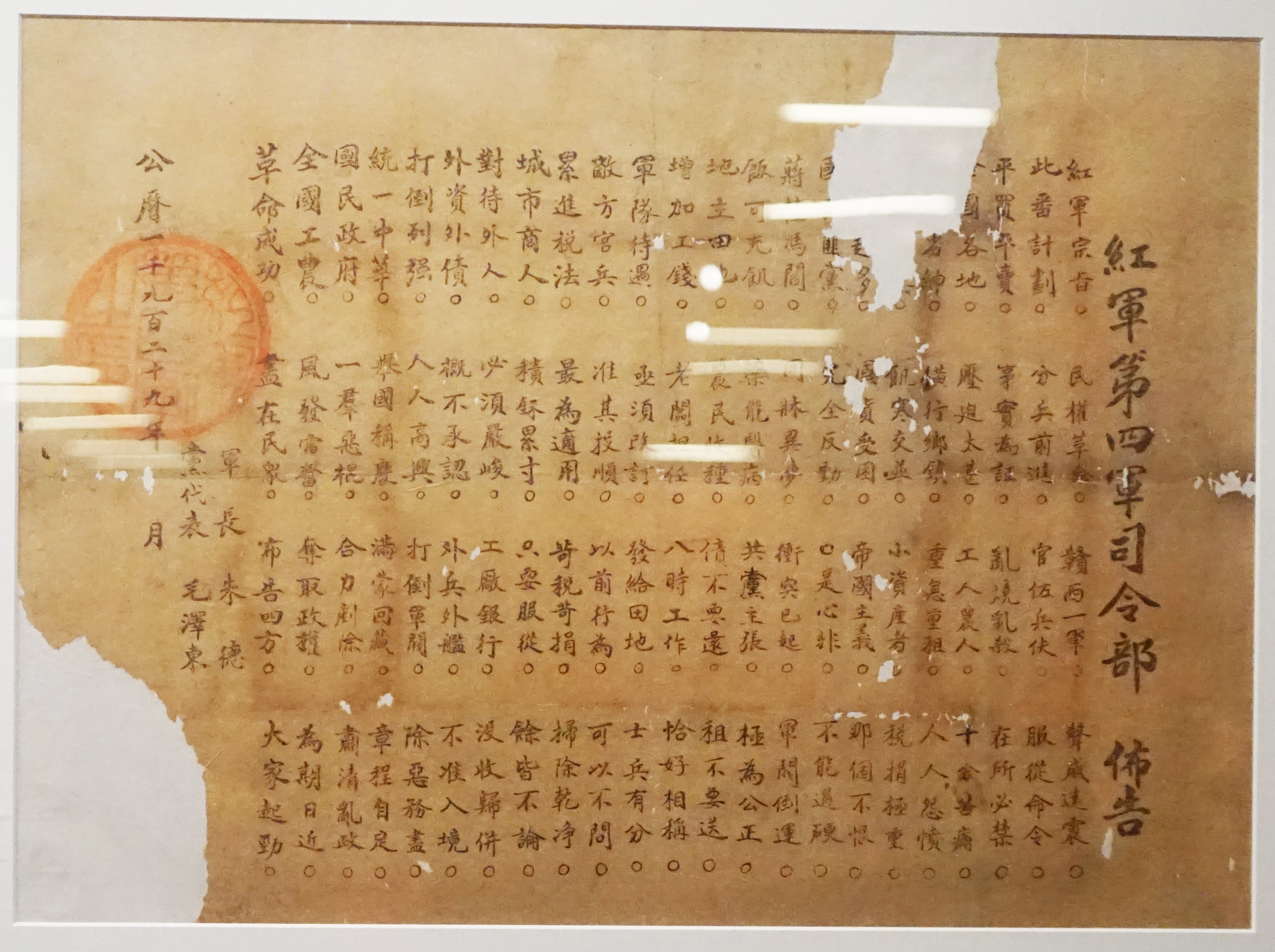
1929年红四军司令部发布的布告。该布告由毛泽东起草，军长朱德、党代表毛泽东共同署名。

1929年1月初，湘、赣两省对井冈山根据地进行第三次“会剿”。1月4日，在江西宁冈县柏路村召开了红四军前委、湘赣边界特委和团特委、红四军和红五军军委以及边界各县县委联席会议，决定由彭德怀率红五军与袁文才王佐部留守井冈山，毛泽东、朱德率红四军主力出击赣南，以解井冈山之围。1月14日，红四军主力从井冈山向赣南进军。2月3日的罗福嶂会议上，毛泽东认为在国民党军队穷追不舍的情况下，红四军党内再照过去那样，遇事层层讨论、层层汇报，直至前委最后定夺，太麻烦不说，还会贻误战机，湖南省委前委与红四军军委机构“叠床架屋”，决定减少指挥层次，做出了“停止军委办公”的决定，取消了以朱德为书记的军委。毛泽东任前委书记兼红四军党代表兼红四军政治部主任。3月15日打下汀州后，正式实施上述会议决议，同时前委决定将红四军的团、营改称纵队、支队。4月3日，红四军收到中央特派员刘安恭送来的在上海的中共中央于1929年2月7日的来信（称“二月来信”），要求将部队分散，朱毛离开部队。4月11日，前委在于都县举行扩大会议，决定刘安恭接任毛泽东任红四军政治部主任。1929年5月，前委决定重新成立红四军临时军委，刘安恭任临时军委书记兼红四军政治部主任。
刘安恭和朱德主持的红四军临时军委，和毛泽东任书记的前委，就军队指挥权、“家长制”作风发生长达半年的争议。临时军委成立后，刘安恭主张临时军委转正，负责指挥部队行动，前委做好指导工作就行。毛感到有“枪指挥党”的危险，认为共产党不争个人军权，但要争党的军权。毛泽东在红四军前委雷湖会议上声言要辞去前委书记职务。此时，蒋桂战争结束，红四军入闽作战，“红旗跃过汀江，直下龙岩上杭”。攻占龙岩后的5月23日，朱德、刘安恭联合署名给中央的《红军第四军报告》。红四军与红五军瑞金会师，红五军军长彭德怀兼任红四军副军长。6月1日，毛泽东以“前委书记”个人署名也给中央一个报告，提到“时间开长而发达红军数量比前大增，前委兼顾不过来，遂决定组织军的最高党部，刘安恭同志为书记兼政治部主任。”6月8日有41人参加的在白砂召开的前委扩大会，会议还决定在红四军全党公开展开争论，“毛泽东、朱德、刘安恭各做一篇文章，表明他们自己的意见”。白砂会议上，反对成立正式军委并赞成撤销临时军委的议案以36票赞成，朱、刘等5票反对，压倒多数通过。刘安恭又提出前委限期更换。会后毛泽东仍辞去前委书记职务，由陈毅代理前委书记并负责筹备红四军“七大”。《前委通讯》公开刊出了毛、朱、刘的文章及林彪致毛的信，公开号召“同志们努力来争论吧！”争论内容涉及是否执行“绝对的党领导”（当时的提法是党管理一切），是否搞自下而上的军事民主、是否对中央和省委的指示不认真执行等等。陈毅在朱、毛之间始终持调和立场，希望两人从党和革命的立场出发团结一致。他说:“你们朱毛两人，一个晋国，一个楚国，你们两个大国天天在吵架，我这个郑国在中间不好办。跟哪个走，站在哪一边？我就是怕红军分裂，怕党分裂。我是希望你们两个团结。”
1929年6月22日，红四军党的“七大”在龙岩中山公园旁的公民小学召开。红四军党的“七大”实际是三条建军路线之争，毛坚持绝对的党领导，红四军是从旧部队脱胎而来，必须通过组织层面改造部队，肃清恶习；朱反对党包办一切，通过设军委与前委分权的方法；刘安恭支持成立军委，实际仿效苏联军队一长制。会议上经过激烈争论，陈毅按照“各打五十大板”的思路起草并由大会通过了《红四军第七次党的代表大会决议案——党内争论问题及分兵问题》决议，其中过去所执行的政策中的12个重大争论的问题，毛被严重警告，朱被书面警告；“七大”该选了前委，毛泽东的前委书记职务被撤，并选出陈毅正式担任前委书记。毛泽东向前委提出离开部队，以前委特派员身分去闽西地方视察和帮助工作并请求中央调他到莫斯科学习；身患恶性疟疾病情日益严重，毛泽东未参加完闽西党的一大，即到上杭县蛟洋休养。
1929年6月下旬，蒋介石部署闽粤赣三省“会剿”红四军，出动兵力十三个团又两个营约两万余。7月9日，陈毅以“前委书记”的名义给中央写了《关于闽西情况及前委的工作计划的报告》，并送去红四军“七大”决议案等文件，说明“皆关系四军重要问题，请中央详加指示”。7月中旬，红四军收到了由中共福建省委和闽西特委转到中央来信（“六月来信”），要求红四军派领导干部到上海向中央政治局汇报红四军的情况。前委到毛泽东正在休养的蛟洋开会，讨论了红四军反三省会剿的作战方针。并决定前委书记陈毅赴上海汇报，朱德代理前委书记。红四军在朱德领导下，内部实行自下而上的民主，什么事情大家都来讨论，少数服从多数。为打破三省“会剿”，毛提出和朱各带一部袭扰敌人，坚守闽西根据地。7月29日，前委机关在古田举行紧急会议讨论迎战已经进占长汀的赣军李文彬部，朱发扬民主，采纳了会议讨论出的对策：认为闽西难以坚守，不如分兵打闽中，决定第四纵队留守闽西，第一、二、三纵队向闽中出击。8月2日，前委和军部率二、三纵队进入人生地不熟的闽中，结果吃了大亏，不得已8月底回师闽西。而闽西特委领导第一、四纵队成功坚持了闽西，打了胜仗，又扩大了根据地。9月21日，第二、三纵队与一纵队会合，攻下上杭城，红四军扩大到7000多人，每个纵队都由两个支队扩编成三个支队。“闽中失利”后，红四军部队思想混乱，不少人想脱离部队，朱决定9月下旬在上杭县的太忠庙召开红四军党的“八大”，以统一对“闽中出击”与“闽西坚持”的争议。会前没做准备，讨论到哪就算哪，结果什么问题也没解决。朱写信请毛泽东来参加八大。毛回信称反对敷衍调和、模棱两可的“陈毅主义”，不打倒“陈毅主义”，他不能随便回来。朱发出党内“警告”，命毛回来参会。毛坐担架到上杭县与会，朱见毛的恶性疟疾病情沉重，请其安心养病。
陈毅在上海向周恩来、李立三客观的报告了红四军内部争论情况，建议由中央派人替代朱毛；如二人不能同时走，则让毛先走。周恩来、李立三不同意，认为红四军很多新鲜的办法和经验都是在全中国甚至全世界从来没有的，照这些办法做，红军和革命根据地就很有把握发展壮大。李立三表示，对比着看，城市工作举步艰难；而凡是有红军有根据地的地方，实行土地革命建立苏维埃的地方，斗争都在继续，在发展。而红四军的经验尤为成熟。陈毅以前觉得四军毛病不少，纠纷很多；而今从大城市、从全国的高度回头看，红四军才是正确地走出了一条胜利的革命之路。1929年9月28日，在上海的中央政治局讨论通过了陈毅起草的、中央军委书记周恩来审批的给红四军指示信（《九月来信》），决定恢复毛泽东对红四军的领导。
1929年10月13日，红四军前委在长汀接到中共福建省委于10月6日“飞函”转发来的中共中央指示：要红四军“全部立即开到东江去，帮助东江广大群众的斗争”。10月21日，携带中央指示信的陈毅在蕉岭松源遇上红四军军部，陈毅复任前委书记。10月31日红四军夜袭梅县县城未克，退回赣南。11月23日，在前委书记陈毅的坚持下红四军攻下了汀州，全军换上了冬装。11月26日，毛泽东来到长汀与红四军军部会合。朱德对毛泽东说：“我在思想方法上有片面性，给您在精神上带来了创伤，请您原谅。”11月28日，召开前委扩大会决定筹备红四军“九大”贯彻落实中央九月来信。此后，身为中央代表及前委书记的陈毅对部队上下做了大量说服传达工作，为“九大”的成功做好了铺垫。 
1929年12月28日，在福建上杭古田的廖氏宗祠召开中国共产党红军第四军第九次代表大会，史称古田会议。大会由陈毅主持。通过了《中国共产党红军第四军第九次代表大会决议案》（即《古田会议决议》），决议的第一部分是毛泽东亲自起草的《关于纠正党内的错误思想》的决议，总结了红军初期各种错误思想的经验，确立了建军的基本经验，收入了《毛泽东选集》；《决议》的其它八个部分，则分别由陈毅和朱德起草。选举毛泽东、朱德、陈毅、李任予、黄益善、罗荣桓、林彪、伍中豪、谭震林、宋裕和、田桂祥为前委委员；杨岳彬、熊寿祺、李长寿为候补委员，毛泽东为前委书记。会后不久，陈毅出任新成立的红六军政委（党代表）。
1930年2月，中共红4军前委、赣西特委和红五军前委、红六军前委召开联席会议，决定红4军前委成为统一领导红4军、红5军、红6军和赣西南、闽西、粤东江革命根据地的总前敌委员会，毛泽东、朱德、曾山、刘士奇、潘心源为常委，毛泽东任书记。
1930年4月24日，中共中央致信红4军前委并转红3、红4、红5军总前委，提出：革命形势“突飞猛进”，只有总前委的集中指导是不够的，应当立即成立红3军、红4军、红5军总指挥部，“以朱德同志为总指挥”；红六军改称红三军。
1930年6月，根据在上海召开的全国红军代表会议的决定，中共红4军前委、闽西特委在福建长汀举行联席会议，决定将红4军、红6军、红12军整编为红军第1路军(后改称红军第1军团)，朱德任总指挥，毛泽东任政治委员。不久，又将闽西、赣南和赣西南的红20军、红35军等地方部队，也归属红1军团建制。
1930年8月23日，根据中共中央关于统一军事指挥的指示，红1军团、红3军团合编为中国工农红军第一方面军，朱德任总司令，毛泽东任总政治委员；成立了以毛泽东、朱德、彭德怀、滕代远、黄公略等为委员的中共红一方面军总前敌委员会，毛泽东任书记。同时还成立了以毛泽东、朱德、彭德怀、滕代远、黄公略、林彪、谭震林等为委员的中国工农革命委员会，毛泽东任主席，统一指挥红军和地方政权。

## 编制

### 最初编制
红四军军长朱德、党代表毛泽东、参谋长王尔琢、政治部主任陈毅，下辖
- 第10师：师长朱德（兼）、党代表宛希先，下辖
  - 第28团，由原工农革命军第一师（原南昌起义残余部队）改编，团长王尔琢，党代表何长工
    - 第一营：营长林彪，党代表熊寿祺
    - 第二营：营长袁崇全（后叛变），党代表：杜松柏（后叛变）
    - 第三营：营长肖劲，党代表：吴弼

  - 第29团，由原工农革命军第三师（原湘南起义部队中的宜章农民军）改编，团长胡少海，党代表龚楚（后叛变）
    - 第一营：营长朱舍我
    - 第二营：营长李光化，党代表：胡世俭
    - 第三营：营长肖荣标，党代表：彭晒
- 第11师：师长张子清（由于张子清在酃县接龙桥战斗中腿部负伤，由毛泽东代理）、党代表何挺颖，下辖
  - 第31团，由原工农革命军第一军第一师第一团（原秋收起义残余部队）改编，团长朱云卿，党代表何挺颖兼
    - 第一营：营长员一民（后陈毅安），党代表：毛泽覃
    - 第三营：营长伍中豪，党代表：杨岳彬（后叛变）

  - 第32团，由原工农革命军第一军第一师第二团（原井冈山农民自卫军）改编，团长袁文才，党代表陈东日，副团长王佐
    - 第一营：营长袁文才（兼），党代表：陈东日（兼）
    - 第二营：营长王佐，党代表：康健
- 第12师，师长陈毅（兼），党代表邓宗海，由原湘南起义部队中其它各部改编
  - 第三十四团：团长邓宗海（兼），党代表：刘泰
  - 第三十五团：团长黄克诚，党代表：李一鼎
  - 第三十六团：团长李奇中，党代表：黄义藻

### 改编
其中以两大起义部队为骨干的28、31团为红四军主力部队。1928年5月初，第12师番号取消，缩编为第30团（团长刘之至）、第33团（团长邓允庭）两个团，分别划归第10、11师建制。5月下旬，由于根据地经济和后勤补给困难，30、33团离开红四军建制返回湘南。7月中旬，湖南省委特派员杜修经来到井冈山，要求红四军打回湘南，28、29团在会湘南过程中受到重创，29团基本被消灭。
1928年12月，彭德怀、滕代远带领红五军主力之一部来到井冈山，与红四军会师，彭、滕被分别任命为红四军副军长和副党代表，而其部队则缩编为新的红四军第30团，但对外仍称红五军。

### 再次改编
1929年初，中华民国政府军对井冈山地区进行第三次湘赣两省会剿，朱德、毛泽东带领红四军主力跨过赣江，向江西南部和福建西部发展，部队也随之整编成3个纵队：军长朱德、党代表毛泽东、参谋长袁文才、政治部主任陈毅。下辖：
- 第一纵队：纵队长林彪、党代表陈毅（兼）
- 第二纵队：纵队长胡少海、党代表谭震林
- 第三纵队：纵队长伍中豪、党代表蔡协民

全军共3000余人。而红四军30、32团负责留守，但未能守住井冈山。4月1日，红四军与从井冈山辗转突围的30团（即前红五军一部）在瑞金会师，30团随即被改编为红四军第五纵队。4月13日，红四军前委将井冈山地区原部队改编为红四军第六纵队。6月下旬红四军前委将闽西地方武装编为第四纵队，纵队长傅柏翠、党代表张鼎丞/李任予。1929年12月28日至29日，第四军第九次党代表大会在上杭县古田镇召开，出席会议的代表共120多名。大会由陈毅主持。毛泽东作了政治报告。朱德作了军事报告。陈毅传达了中央九月来信。与会者讨论了中央指示和上述报告，总结经验教训，通过了《中国共产党红军第四军第九次代表大会决议案》，即著名的古田会议决议案。会议选举毛泽东、朱德、陈毅、李任予、黄益善、罗荣桓、林彪、伍中豪、谭震林、宋裕和、田桂祥为前委委员，毛泽东为前委书记。 
1930年6月19日，根据中共中央军委要求，红四军与赣南、闽西的农民武装合编而成红一军团。1933年6月，根据中共中央军委的命令，红一方面军各军团取消军一级编制，红四军番号随之取消。